# Schlacht bei Philippi
In der Doppelschlacht bei Philippi siegten westlich der Stadt Philippi in Makedonien im Oktober/November 42 v. Chr. die römischen Triumvirn Marcus Antonius und Octavian (der spätere Kaiser Augustus) in zwei Treffen über die Anhänger der Republik, Marcus Iunius Brutus und Gaius Cassius Longinus, die auch zu den Anführern des Attentats auf Gaius Iulius Caesar gezählt hatten.

## Vorgeschichte
Nach der Ermordung Caesars (15. März 44 v. Chr.) gelang es dem Konsul Marcus Antonius, in Italien die Macht an sich zu reißen. Die führenden Köpfe der republikanischen Verschwörung gegen Caesar, Brutus und Cassius, verließen Italien. Sie erlangten Kontrolle über weite Teile des Ostens des Römischen Reichs und zwangen auch die benachbarten Klientelfürsten, ihnen Unterstützung an Geld und Hilfstruppen zu leisten. Sie stellten rasch eine große Armee auf, wobei ihnen zugutekam, dass die östlichen Provinzen wesentlich reicher als die westlichen waren. Nach anfänglichen schweren Differenzen zwischen Antonius und dem Caesarerben Octavian einigten sich die beiden Ende Oktober 43 v. Chr. mit Marcus Aemilius Lepidus, durch das Zweite Triumvirat ein Bündnis zur Bekämpfung der republikanischen Partei zu schließen. Sie schalteten im von ihnen beherrschten Westen des Römischen Reichs mit großer Härte (Proskriptionen) ihre politischen Gegner aus, vor allem Vertreter der republiktreuen Partei, und bereiteten den Angriff auf die Republikaner im Osten vor. Sextus Pompeius, der u. a. Sizilien kontrollierte, blieb aber im Westen eine Gefahr.
Für die Triumvirn gestaltete sich die Überfahrt mit ihrem Expeditionsheer über die Adria schwierig, da sie über wesentlich geringere Seestreitkräfte als ihre Gegner verfügten. Kleopatra wollte ihnen eine Hilfsflotte bringen, geriet aber in einen Sturm und war zur Umkehr gezwungen. Nachdem die Triumvirn schon ihre ersten Truppenkontingente auf dem Seeweg nach dem Osten hatten übersetzen können, wurde Antonius längere Zeit im Hafen von Brundisium durch die Schiffe des Lucius Staius Murcus blockiert und rief Octavian zu Hilfe. Vor der gemeinsamen Flotte der Triumvirn musste Staius Murcus zurückweichen, so dass Antonius und Octavian mit ihrem Hauptheer sicher in Dyrrhachium landen konnten. Danach wurde Staius Murcus aber durch 50 Schiffe des Gnaeus Domitius Ahenobarbus unterstützt. Gemeinsam waren beide Admirale in der Lage, die Zufuhr der Triumvirn von Italien her fast gänzlich zu unterbinden.
Brutus und Cassius zogen mit ihrem Heer von Westkleinasien über den Hellespont nach Westen. Ein Voraustrupp von 8 Legionen des Antonius unter Lucius Decidius Saxa und Gaius Norbanus Flaccus war schon von Osten bis zu den Pässen an der Nordküste der Ägäis vorgedrungen, zog sich aber nach seiner Umgehung durch das anmarschierende feindliche Heer nach Amphipolis zurück. Die Caesarmörder ihrerseits begaben sich nach Philippi.

## Aufstellung
Brutus und Cassius erbauten beiderseits der Via Egnatia in der Ebene westlich von Philippi ein stark befestigtes Doppellager, das im Süden durch einen großen Sumpf, im Norden durch ein schwer zugängliches Gebirge geschützt war. Südlich des Sumpfes erhob sich ein unwegsames, bis zur Meeresküste reichendes Bergland. Das nördliche Lager war der Stützpunkt des Brutus, während das südliche Cassius unterstand. Die Trinkwasserversorgung gewährleisteten einige nahe Bäche. Als Bau- und Brennmaterial verwendetes Holz konnte im dichten Wald der Bergregion nördlich Philippis geschlagen werden. Auch die Nachschublinien über den Hafen Neapolis, den Flottenstützpunkt von Brutus und Cassius, und die gegenüberliegende Insel Thasos waren gesichert. Der Sperrriegel der Republikaner blockierte den Weg in den Osten, und westlich ihres Doppellagers senkte sich das Gelände, ein weiteres Hindernis für einen von Westen her attackierenden Gegner.
Nach der Ankunft der Triumvirn in Dyrrhachium blieb Octavian aufgrund einer Erkrankung zunächst zurück, während Antonius mit seinem Heer nach Philippi zog und westlich vom Lager der Republikaner seinen Stützpunkt aufschlug. Einige Zeit später stieß der noch nicht ganz genesene, daher in einer Sänfte beförderte Octavian zu Antonius. Beide Feldherren bezogen mit ihren Truppen ein gemeinsames Lager. Brutus und Cassius hatten keine Eile, da ihre Versorgung vor Ort und über den Seeweg sichergestellt war. Ihre Taktik bestand darin, in ihrer günstig gelegenen, starken Verteidigungsstellung den Angriff ihrer Gegner abzuwarten, die aufgrund der fortgeschrittenen Jahreszeit und ihrer großen Versorgungsprobleme bald die Initiative ergreifen mussten. Die Triumvirn fanden an der Stelle ihres Lagerplatzes nur wenig Holz und Wasser und konnten aus den nun von ihnen kontrollierten Gebieten im Westen wie etwa Makedonien nur geringen Nachschub erhalten, während die überseeische Zufuhr aufgrund der Blockade durch die gegnerische Flotte nahezu gänzlich ausblieb.
Auf beiden Seiten standen beachtliche Truppenkontingente: Die Triumvirn verfügten über 21 bis 22 Legionen, von denen sie 19 in der ersten Schlacht bei Philippi einsetzten; Brutus und Cassius kamen auf 17 Legionen. Dementsprechend kommandierten die Triumvirn etwa 100.000 Legionäre und zusätzlich 13.000 Reiter, die Republikaner etwa 80.000 Legionäre und 20.000 Reiter. Die Kavalleristen wurden von den jeweiligen Bundesgenossen gestellt, die den Kriegsparteien auch eine erhebliche Anzahl zusätzlicher Infanteristen lieferten. Allerdings waren die Legionen der Triumvirn wesentlich kampferprobter als die ihrer Gegner.

## Erste Schlacht

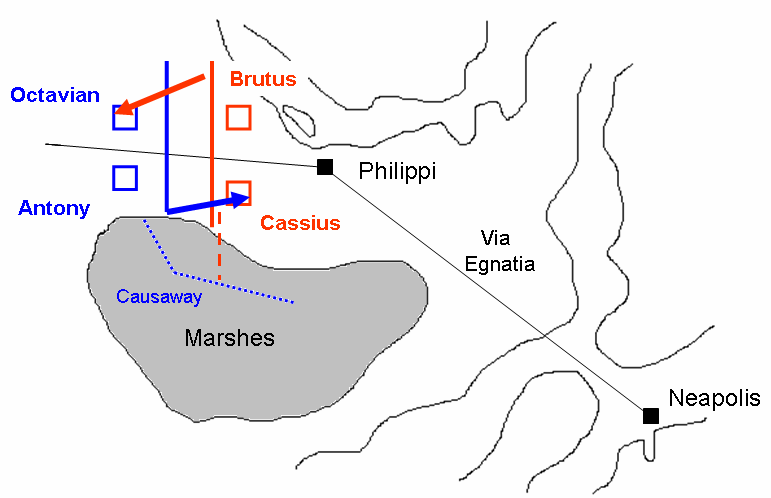
Erste Schlacht von Philippi

Antonius übernahm auf der Seite der Triumvirn de facto den Oberbefehl und sah sich aufgrund wachsender Versorgungsprobleme und zunehmender herbstlicher Kälte zur Offensive gezwungen. Wegen geringer Erfolgschancen versuchte er keinen Frontalangriff auf den stark befestigten gegnerischen Stützpunkt, sondern baute südlich von Cassius’ Lager heimlich einen Damm durch das Moor, um die Nachschubwege ihrer Gegner zu bedrohen und von Süden her angreifen zu können. Cassius wurde erst spät auf Antonius’ Taktik aufmerksam und suchte durch Anlage von Querschanzen den Weg über den Damm zu blockieren. Bei der sich daraus entspinnenden ersten Schlacht bei Philippi, die mutmaßlich am 23. Oktober stattfand (auch den 3. Oktober nennt die Fachliteratur), ließ Antonius nach und nach seine Truppen über den Damm vorrücken und konnte unter erheblichen Verlusten Cassius’ Lager erobern. Gleichzeitig machte Brutus aber einen Gegenangriff, überrannte Octavians Truppen und drang in das Lager der Triumvirn ein, in dem sich der kranke Octavian zu seinem Glück nicht befand. Cassius war über den Kampfverlauf auf dem von Brutus kommandierten Flügel anscheinend völlig uninformiert und glaubte nach der Eroberung seines Lagers irrtümlich an eine völlige Niederlage; daher gebot er seinem Freigelassenen Pindarus, ihn zu töten. Dies war für Brutus ein schmerzlicher Verlust. Angeblich bezeichnete er Cassius als den „letzten Römer“.
Octavian verdankte dem günstigen Umstand, dass er beim Angriff des Brutus nicht im Lager war, sein Leben, führte ihn aber in seinen Memoiren auf die Warnung durch einen Traum seines Arztes Marcus Artorius Asklepiades zurück. Er blieb für geraume Zeit nach der Schlacht verschwunden. Einige Kämpfer zeigten Brutus ihre blutigen Schwerter mit der Erklärung, Octavian getötet zu haben. Angeblich versteckte sich der junge Caesarerbe drei Tage lang im Sumpf. Jedenfalls hatte er sich während des Kampfes nicht sonderlich ausgezeichnet.
Die Triumvirn verzeichneten einen doppelt so hohen Verlust an Gefallenen wie ihre Gegner. Am Tag der ersten Schlacht bei Philippi zerstörte die Flotte der Republikaner zudem nahezu vollständig ein Geschwader des Gnaeus Domitius Calvinus, das den Triumvirn u. a. zwei Legionen Verstärkungstruppen hätte bringen sollen. Damit hatten die Caesarianer im ersten Schlagabtausch alles in allem eine klare taktische Niederlage erlitten. Es sollte sich jedoch zeigen, dass der Tod des Cassius kriegsentscheidende Bedeutung hatte, da er der militärische Kopf seiner Seite gewesen war.

## Zweite Schlacht
Brutus ließ den Leichnam des Cassius heimlich auf Thasos bestatten, weil er befürchtete, dass ein Begräbnis in Gegenwart seiner Soldaten zu deren Demotivation führen würde. Konsequent vermied er jede weitere Feldschlacht, obwohl er nun von seinen Gegnern nicht nur im Westen, sondern auch im Süden bedroht wurde. Er besaß nach wie vor eine stark befestigte Stellung und sicherte seine Nachschublinien, während die Verproviantierungsmöglichkeiten der Triumvirn sich mit nahendem Winter immer weiter verschlimmern mussten. Um seine Soldaten bei der Stange zu halten, bezahlte Brutus ihnen Belohnungen. Antonius musste schließlich zur Lebensmittelbeschaffung eine Legion Soldaten nach Griechenland schicken. Doch die Offiziere von Brutus waren mit der defensiven Taktik ihres Heerführers gegenüber einem geschwächten und daher vermeintlich leicht besiegbaren Gegner nicht einverstanden, und seine caesarianischen Veteranen drohten, die Seiten zu wechseln. Auch Verbündete verließen Brutus. So schloss sich etwa Amyntas, der General des Königs Deiotaros von Galatien, den Triumvirn an, und ein Thrakerfürst namens Rhaskuporis I. zog heimwärts. Brutus konnte seine Vorstellungen nicht so entschieden wie Cassius verfechten und stellte sich daher etwa drei Wochen nach der ersten Schlacht wieder zum Kampf auf.

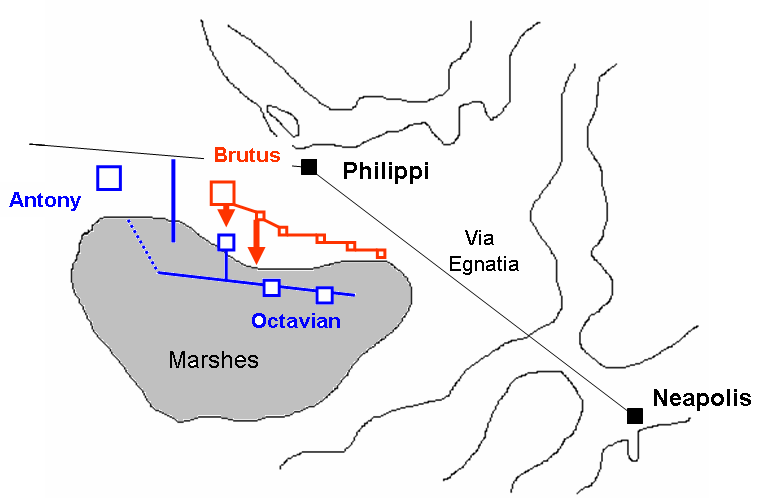
Verlauf der zweiten Schlacht von Philippi

Diese zweite Schlacht, die sich vermutlich am 16. November ereignete (auch der 23. Oktober wird in der Fachliteratur genannt), begann erst um 15 Uhr nachmittags. Diesmal hielt sich Octavian besser und konnte mit seinen Legionären die gegnerischen Truppen zu deren Lager zurückwerfen. Seine Soldaten besetzten den Eingang zum Lager des Brutus, so dass dessen zurückweichende Streitkräfte nicht hinein gelangen konnten und ungeordnet daran vorbei flohen. Antonius ging nun überall zum Angriff über und sandte seine Kavallerie nach allen Seiten aus, um möglichst viele Flüchtige abzufangen. Brutus floh mit einer bedeutenden Armee von vier Legionen auf einen Berg. Sein Vertrauter Lucilius deckte die Flucht, indem er sich den Verfolgern als Brutus ausgab und vor Antonius geführt zu werden wünschte. Auf diese Nachricht hin zögerte Antonius eine Weile und ließ dann den vermeintlichen Brutus kommen. Lucilius sagte kühn, dass er die Soldaten getäuscht habe und Brutus nicht gefangen sei. Antonius erwies sich großmütig und nahm Lucilius später sogar in seine eigenen Dienste auf. Brutus selbst bat am Tag nach der verlorenen Schlacht einen Freund, ihn zu töten, da seine Offiziere nicht den Versuch unternehmen wollten, ihr Lager zurückzuerobern. Kurz vor seinem Freitod soll er sich in zwei Trimetern eines unbekannten Tragikers darüber beklagt haben, dass er die Tugend als Wirklichkeit verehrt, diese sich jedoch als bloßer, dem Zufall unterworfener Begriff erwiesen habe. („Tugend, du warst nur ein Name. Ich kultivierte dich, als wärst du Realität, doch du warst nur ein Sklave des Schicksals.“)

## Folgen
Durch ihren Erfolg bei Philippi entschieden die Triumvirn die Machtfrage weitgehend zu ihren Gunsten, weil sich mit dem Tod des Brutus dessen Armee auflöste; nur noch Sextus Pompeius und die im Ionischen Meer operierende Flotte der Republikaner, zu der viele Überlebende der Verliererseite flohen, blieben eine Gefahr. Antonius nahm die Kapitulation von 14.000 Legionären sowie der bei Thasos ankernden Flotte entgegen und behandelte die Unterlegenen im Allgemeinen wesentlich milder als Octavian. Allerdings wurde Quintus Hortensius, der Sohn des bedeutenden Redners Quintus Hortensius Hortalus, auf Befehl des Antonius am Grab von dessen jüngerem Bruder Gaius hingerichtet, weil dieser seinerseits von Hortensius beseitigt worden war, wie Brutus verlangt hatte.
Octavian soll mit den Kriegsgefangenen grausam verfahren sein. So habe er einen Vater und dessen Sohn, die um ihr Leben baten, darum losen lassen, welcher von beiden begnadigt werden solle, und dann zugesehen, wie nach Tötung des Vaters auch dessen Sohn Selbstmord beging. Er ließ Brutus’ Leichnam enthaupten, um dessen Kopf bei der Caesar-Statue in Rom niederlegen zu lassen, doch ging das für den Transport bestimmte Schiff unter. Antonius hingegen ließ dem verstümmelten Leichnam des Brutus eine Feuerbestattung zuteilwerden; die Asche schickte er zu Servilia, der Mutter des Brutus. Die an den Tag gelegte Schonung der meisten seiner niedergerungenen Gegner brachte Antonius Sympathien, Octavian sein rücksichtsloses Vorgehen aber Beschimpfungen von Seiten prominenter gefangener Vertreter der unterlegenen Partei ein.
Zahlreiche vornehme Anhänger der Republik fielen in den Schlachten bei Philippi oder fanden nach der Niederlage entweder durch Selbstmord oder Hinrichtung den Tod, so Marcus Porcius Cato, der Sohn des überzeugten Republikaners Marcus Porcius Cato Uticensis, Marcus Favonius, Pacuvius Antistius Labeo, der Vater des bedeutenden Rechtsgelehrten Marcus Antistius Labeo, ferner Marcus Livius Drusus Claudianus, der Vater von Octavians späterer Gemahlin und ersten römischen Kaiserin Livia, sowie Sextus Quinctilius Varus, der Vater des großen Verlierers der Varusschlacht. Weitere Anhänger des Brutus und Cassius, die nach deren Tod nicht mehr in den Quellen erwähnt werden, dürften damals ebenfalls umgekommen sein, so etwa Lucius Tillius Cimber und Publius Servilius Casca. Dagegen überlebten Marcus Valerius Messalla Corvinus und Lucius Calpurnius Bibulus, die von Antonius begnadigt wurden. Ebenfalls zu den Überlebenden zählte der Dichter Horaz, der als Kriegstribun auf Seiten der Republikaner gekämpft hatte und einige Zeit nach dem Tod von Brutus und Cassius nach Italien zurückkehrte. Insgesamt kostete die Doppelschlacht bei Philippi das römische Volk einen hohen Aderlass. In der kriegerischen Auseinandersetzung waren etwa 40.000 Soldaten gefallen und noch viel mehr verwundet worden.
Die Schlacht bei Philippi war keine abrupte Zäsur, kein plötzliches Ende der Römischen Republik. Der Zerfall der republikanischen Ordnung hatte schon mit den zur Ermordung des Volkstribunen Tiberius Sempronius Gracchus 133 v. Chr. führenden Unruhen begonnen und sich durch die Bürgerkriege der nächsten Jahrzehnte fortgesetzt. Dabei hatten immer wieder zahlreiche Angehörige der Adelsgeschlechter den Tod gefunden, so dass allmählich die alte, die Republik lenkende Senatsaristokratie verschwand. Einzelpersönlichkeiten besaßen gegenüber dem Senat immer mehr Macht. Daher stellt die Schlacht von Philippi ein gewisses Ende dieses Zerfallsprozesses dar. Damals war aber der Übergang zur monarchischen Staatsform noch nicht abgeschlossen, da es noch mehrere unabhängige Machthaber gab. Mit der Zeit konnte sich Octavian gegen alle verbliebenen Konkurrenten durchsetzen. 36 v. Chr. besiegte er Sextus Pompeius und entmachtete im selben Jahr Lepidus. 31 v. Chr. errang er in der Schlacht bei Actium den entscheidenden Sieg gegen Antonius und Kleopatra, die im nächsten Jahr Selbstmord verübten. Damit war der Weg für Octavians Alleinherrschaft als Kaiser Augustus frei.

## Dokumentarfilm
- Terra X History: Kampf um Caesars Erbe: Entscheidung bei Philippi (44 min)